# ノルディックスキージュニア世界選手権クロスカントリースキー競技メダリスト一覧
ノルディックスキージュニア世界選手権クロスカントリースキー競技メダリスト一覧は国際スキー連盟（FIS)が主催するノルディックスキージュニア世界選手権のうちクロスカントリースキー競技のメダリストを一覧にしたものである。

## 男子個人
- Junior World Ski Championships Podiums：Cross Country Men

| 開催年 開催場所               | 金                                              | 銀                                                | 銅                                            |                    |
| ----------------------------- | ----------------------------------------------- | ------------------------------------------------- | --------------------------------------------- | ------------------ |
| 1993年 ハラコフ               | マティアス・フレドリクソン · スウェーデン       | ラーシュ・カールソン · スウェーデン               | トビアス・フレドリクソン · スウェーデン       | *10km C            |
| 1993年 ハラコフ               | チェーティル＝ユール・ペーダシェン · ノルウェー | レミ・アンデシェン · ノルウェー                   | マティアス・フレドリクソン · スウェーデン     | *30km F            |
| 1994年 ブライテンヴァング     | グリゴーリ・ゴウトニコフ ロシア                 | アゴスティーノ・フリッパ イタリア                 | 堀米光男 日本                                 | *10km C            |
| 1994年 ブライテンヴァング     | 堀米光男 日本                                   | 神津正昭 日本                                     | トール＝アルネ・ヘトラン · ノルウェー         | *30km F            |
| 1995年 イェリヴァーレ         | ロマン・ミロノフ ロシア                         | イワン・バトリー スロバキア                       | トビアス・フレドリクソン · スウェーデン       | *10km C            |
| 1995年 イェリヴァーレ         | ピエトロ・ブロッジーニ イタリア                 | ファビオ・サンタス イタリア                       | トーレ・ビョンヴィケン · ノルウェー           | *30km F            |
| 1996年 アジアーゴ             | パール・エロフソン · スウェーデン               | マルチン・バイチチャック スロバキア               | ブルーノ・カラーラ イタリア                   | *10km C            |
| 1996年 アジアーゴ             | ファビオ・サンタス イタリア                     | パール・エロフソン · スウェーデン                 | マルチン・バイチチャック スロバキア           | *30km F            |
| 1997年 キャンモア             | ブルーノ・カラーラ イタリア                     | ニコライ・ボルチャコフ ロシア                     | ビアジョ・ディ・サント イタリア               | *10km C            |
| 1997年 キャンモア             | パール・エロフソン · スウェーデン               | ルカシュ・バウアー · チェコ                       | マルチン・コウカル · チェコ                   | *30km F            |
| 1998年 ポントレシナ           | アンドレアス・コイサー · オーストリア           | イヴァン・マルゲローリ イタリア                   | マルチン・コウカル · チェコ                   | *10km F            |
| 1998年 ポントレシナ           | アレクセイ・ロウチキネ ロシア                   | アレクサンドル・ニキテンコ ロシア                 | クリステル・トロンセン · ノルウェー           | *15km C            |
| 1999年 ザールフェルデン       | アクセル・タイヒマン ドイツ                     | マティアス・アルムグレン · スウェーデン           | イェンス・フィルブリッヒ ドイツ               | *10km C            |
| 1999年 ザールフェルデン       | ユッシ・イルマキ · フィンランド                 | トーレ＝ルート・ホフスタット · ノルウェー         | イェンス・フィルブリッヒ ドイツ               | *30km F            |
| 2000年 シュトルブスケ・プレソ | ロン・シュパノート ドイツ                       | ディミトリ・ティチキン ロシア                     | エフゲニー・ステパノフ ロシア                 | *10km F            |
| 2000年 シュトルブスケ・プレソ | セルゲイ・ノヴィコフ ロシア                     | オルドリッヒ・ハクル · チェコ                     | ディック・クレッセン ドイツ                   | *SP 1.5km F Final  |
| 2000年 シュトルブスケ・プレソ | レネ・ライスハウアー ドイツ                     | ヴァシーリー・ヴァシーリエヴィチ・ロチェフ ロシア | ディミトリ・ティチキン ロシア                 | *30km C            |
| 2001年 カルパチュ             | サミ・ヤウホヤルヴィ · フィンランド             | アレクセイ・トルソフ ロシア                       | ベノワ・ショーヴェ フランス                   | *30km F Mst        |
| 2001年 カルパチュ             | クリスティアン・ホーントヴェート · ノルウェー   | パヴェル・トロシキネ ロシア                       | サミ・ヤウホヤルヴィ · フィンランド           | *10km C            |
| 2001年 カルパチュ             | ヨハネス・ブレドル ドイツ                       | ヨン＝クリスティアン・ダール · ノルウェー         | フレデリック・ビーストローム · スウェーデン   | *SP 1.0km F Final  |
| 2002年 ショーナッハ           | アイヴァール・レーマ · エストニア               | マキシム・ブルガコフ ロシア                       | エイヴィン＝ユール・ペーダシェン · ノルウェー | *30km C Mst        |
| 2002年 ショーナッハ           | クリスティアン・ホーントヴェート · ノルウェー   | ヨハン・ヘーク · スウェーデン                     | アレクセイ・トルソフ ロシア                   | *10km F Mst        |
| 2002年 ショーナッハ           | ヨハネス・ブレドル ドイツ                       | ウルリヒ・エッガー · オーストリア                 | フレデリック・ビーストローム · スウェーデン   | *SP 1.0km F Final  |
| 2003年 ソレフテア             | クリス・ジャスペルセン · ノルウェー             | アレクセイ・ペツコフ ロシア                       | エフゲニー・デメンティエフ ロシア             | *30km F Mst        |
| 2003年 ソレフテア             | エフゲニー・デメンティエフ ロシア               | エフゲニー・コチェボイ カザフスタン               | マキシム・ブルガコフ ロシア                   | *5km C             |
| 2003年 ソレフテア             | ヨハン・キュールスタ · ノルウェー               | エリック・バッケヨル · ノルウェー                 | クラレ＝シルヴァン・ファンヤ フランス         | *SP 1.0km F Final  |
| 2004年 ストリュン             | アナトリ・ノイチェコフ ロシア                   | カーディン・ペール スイス                         | フランツ・ゲーリンク ドイツ                   | *30km C Mst        |
| 2004年 ストリュン             | フランツ・ゲーリンク ドイツ                     | エフゲニー・コチェボイ カザフスタン               | ニコライ・モリロフ ロシア                     | *10km F            |
| 2004年 ストリュン             | ロビン・ブリュンテション · スウェーデン         | ヴィレ・ヴァルカマ · フィンランド                 | マルティン・シュトッキンガー · オーストリア   | *SP 1.0km F Final  |
| 2005年 ロヴァニエミ           | ペッテル・ノールトゥグ · ノルウェー             | トニ・ナエルヴァイネン · フィンランド             | ミカイル・デヴャティアロフ ロシア             | *2x10km M Pursuit  |
| 2005年 ロヴァニエミ           | エヴェン・スレッテン · ノルウェー               | ペッテル・ノールトゥグ · ノルウェー               | エミル・ヨンション · スウェーデン             | *SP C Final        |
| 2005年 ロヴァニエミ           | ペッテル・ノールトゥグ · ノルウェー             | 吉田圭伸 日本                                     | エミル＝ヘルゲ・スヴェンセン · ノルウェー     | *10km F            |
| 2006年 クラーニ               | ペッテル・ノールトゥグ · ノルウェー             | ダニエル・ヘウン ドイツ                           | アントン・スミルノフ ソビエト連邦             | *SP 1.0km F Final  |
| 2006年 クラーニ               | ペッテル・ノールトゥグ · ノルウェー             | マルチン・ヤクス · チェコ                         | ダリオ・コログナ スイス                       | *10km C            |
| 2006年 クラーニ               | ペッテル・ノールトゥグ · ノルウェー             | イリア・チェルノウソフ ソビエト連邦               | マルチン・ヤクス · チェコ                     | *2x10km M Pursuit  |
| 2007年 タルヴィジオ           | イワン・イワノフ ロシア                         | マルッティ・ユルハ · フィンランド                 | エリック・サーヴェス · ノルウェー             | *SP 1.0km C Final  |
| 2007年 タルヴィジオ           | マルッティ・ユルハ · フィンランド               | アレクセイ・ポルタラニン カザフスタン             | アレックス・ハーヴェイ カナダ                 | *10km F            |
| 2007年 タルヴィジオ           | エリック＝カーラン・オルセン · ノルウェー       | シュアー・レーテ · ノルウェー                     | アレックス・ハーヴェイ カナダ                 | *20km M Pursuit    |
| 2008年 マッレス・ヴェノスタ   | カーレ・ハルヴァーション · スウェーデン         | ジェスペル・モーディン · スウェーデン             | ラウル・シャキルジャノフ ロシア               | *SP 1.0km F Final  |
| 2008年 マッレス・ヴェノスタ   | ハンス＝クリステル・ホルン · ノルウェー         | アレックス・ハーヴェイ カナダ                     | ティム・チャーンケ ドイツ                     | *10 km C           |
| 2008年 マッレス・ヴェノスタ   | フィリップ・マーシャル ドイツ                   | ペテル・セドフ ロシア                             | アンドレイ・グリディン カザフスタン           | *20km F Mst        |
| 2009年 プラ・ド・リス＝サモン | アレクサンドロ・パンツィンスキー ロシア         | ティモ＝アンドレ・バッケン · ノルウェー           | 清水康平 日本                                 | *SP 1.5 km C Final |
| 2009年 プラ・ド・リス＝サモン | ペテル・セドフ ロシア                           | ラウル・シャキルジャノフ ロシア                   | ハンス＝クリステル・ホルン · ノルウェー       | *20km M Pursuit    |
| 2009年 プラ・ド・リス＝サモン | ペテル・セドフ ロシア                           | パヴェル・ヴィクーリン ロシア                     | アンドレイ・カルシン ロシア                   | *10km F            |
| 2010年 ヒンターツァルテン     | トマス・ノールトゥグ · ノルウェー               | ポール・ゴールベルク · ノルウェー                 | フェデリコ・ペッレグリノ イタリア             | *SP 1.0km F Final  |
| 2010年 ヒンターツァルテン     | ポール・ゴールベルク · ノルウェー               | エフゲニー・ベロフ ロシア                         | ペテル・セドフ ロシア                         | *10 km C           |
| 2010年 ヒンターツァルテン     | ペテル・セドフ ロシア                           | ペトリカ・ホジウ · ルーマニア                     | フィン＝ホーゲン・クロゲ · ノルウェー         | *20km M Pursuit    |
| 2011年 オテパー               | シンドレ＝ビョルネスタ・スカル · ノルウェー     | マルクス・ウェッガー ドイツ                       | ペルッツ・ヒヴァリネン · フィンランド         | *10km F            |
| 2011年 オテパー               | セルゲイ・ウツゴフ ロシア                       | ソンドレ＝トゥルヴォル・フォスリ · ノルウェー     | グレブ・レティヴィフ ロシア                   | *SP 1.4km C Final  |
| 2011年 オテパー               | マルクス・ウェッガー ドイツ                     | コンスタンチン・クリーフ ロシア                   | ペルッツ・ヒヴァリネン · フィンランド         | *20km M Pursuit    |
| 2012年 エルズルム             | セルゲイ・ウツゴフ ロシア                       | シンドレ＝ビョルネスタ・スカル · ノルウェー       | ソンドレ＝トゥルヴォル・フォスリ · ノルウェー | *SP 1.6km F Final  |
| 2012年 エルズルム             | セルゲイ・ウツゴフ ロシア                       | エルミル・ヴォクエフ ロシア                       | シンドレ＝ビョルネスタ・スカル · ノルウェー   | *10km C            |
| 2012年 エルズルム             | セルゲイ・ウツゴフ ロシア                       | アルテム・マルツェフ ロシア                       | シンドレ＝ビョルネスタ・スカル · ノルウェー   | *20km M Pursuit    |

## 女子個人
- Junior World Ski Championships Podiums：Cross Country Ladies

| 開催年 開催場所               | 金                                                    | 銀                                                    | 銅                                              |                   |
| ----------------------------- | ----------------------------------------------------- | ----------------------------------------------------- | ----------------------------------------------- | ----------------- |
| 1993年 ハラコフ               | カテジナ・ノイマノワ チェコスロバキア                 | エヴァ・チェースタット · ノルウェー                   | カトリン・アペル ドイツ                         | *5km C            |
| 1993年 ハラコフ               | イリナ・スクラドネワ ロシア                           | ユリヤ・チェパロワ ロシア                             | カテジナ・ノイマノワ チェコスロバキア           | *15km F           |
| 1994年 ブライテンヴァング     | イリナ・スクラドネワ ロシア                           | ミラ・ヤウホ · フィンランド                           | オリガ・ピョロワ＝ザモロソワ ロシア             | *5km C            |
| 1994年 ブライテンヴァング     | ユリヤ・チェパロワ ロシア                             | オリガ・ピョロワ＝ザモロソワ ロシア                   | イリナ・スクラドネワ ロシア                     | *15km F           |
| 1995年 イェリヴァーレ         | ナタリア・バラノワ＝マサルキナ ロシア                 | クリスチナ・シュミグン · エストニア                   | オリガ・ピョロワ＝ザモロソワ ロシア             | *5km C            |
| 1995年 イェリヴァーレ         | ユリヤ・チェパロワ ロシア                             | クリスチナ・シュミグン · エストニア                   | ナタリア・バラノワ＝マサルキナ ロシア           | *15km F           |
| 1996年 アジアーゴ             | マイヤ・プーキアイネン · フィンランド                 | クリスチナ・シュミグン · エストニア                   | ユリヤ・チェパロワ ロシア                       | *5km C            |
| 1996年 アジアーゴ             | ユリヤ・チェパロワ ロシア                             | クリスチナ・シュミグン · エストニア                   | サンナ・ヴィルタネン · フィンランド             | *15km F           |
| 1997年 キャンモア             | クリスチナ・シュミグン · エストニア                   | マリ・ラウハラ · フィンランド                         | ピーア・タルヴァイネン · フィンランド           | *5km C            |
| 1997年 キャンモア             | クリスチナ・シュミグン · エストニア                   | カトリン・シュミグン · エストニア                     | タチアナ・モロズ＝コレシンコワ ロシア           | *15km F           |
| 1998年 ポントレシナ           | カトリン・シュミグン · エストニア                     | クラウディア・キュンツェル ドイツ                     | ズザーナ・コクモワ · チェコ                     | *5km F            |
| 1998年 ポントレシナ           | ヒルデ・グロムソス · ノルウェー                       | マリナ・ラシュカイア ロシア                           | カトリン・シュミグン · エストニア               | *15km C           |
| 1999年 ザールフェルデン       | リナ・アンデション · スウェーデン                     | ピルヨ・マンニネン · フィンランド                     | マリアンナ・ロンガ イタリア                     | *5km C            |
| 1999年 ザールフェルデン       | ズザーナ・コクモワ · チェコ                           | カトリン・シュミグン · エストニア                     | エヴィ・ザッヘンバッハー ドイツ                 | *15km F           |
| 2000年 シュトルブスケ・プレソ | エカテリナ・シャストリヴァイア ロシア                 | ピルヨ・マンニネン · フィンランド                     | エヴィ・ザッヘンバッハー ドイツ                 | *5km F            |
| 2000年 シュトルブスケ・プレソ | ピルヨ・マンニネン · フィンランド                     | エカテリナ・シャストリヴァイア ロシア                 | クリスティナ・ケルダー イタリア                 | *SP 1.5km F Final |
| 2000年 シュトルブスケ・プレソ | エヴィ・ザッヘンバッハー ドイツ                       | エカテリナ・シャストリヴァイア ロシア                 | ピルヨ・マンニネン · フィンランド               | *15km C           |
| 2001年 カルパチュ             | ピルヨ・マンニネン · フィンランド                     | リナ・アンデション · スウェーデン                     | セライナ・ミッショール スイス                   | *15km F Mst       |
| 2001年 カルパチュ             | リナ・アンデション · スウェーデン                     | ピルヨ・マンニネン · フィンランド                     | カリン・ホルンベリ · スウェーデン               | *5km C            |
| 2001年 カルパチュ             | ピルヨ・マンニネン · フィンランド                     | イングリート・ナルン · ノルウェー                     | クリシ・ペレラ · フィンランド                   | *SP 1.0km F Final |
| 2002年 ショーナッハ           | エフゲニナ・クラヴトソワ ロシア                       | エレン・サンバッケン · ノルウェー                     | モナ＝リーサ・マルヴァレート · フィンランド     | *15km C Mst       |
| 2002年 ショーナッハ           | エロディ・ボージョワ＝パン フランス                   | セシル・ストッティ フランス                           | イリナ・テレンテイェヴァ · リトアニア           | *5km F Mst        |
| 2002年 ショーナッハ           | モナ＝リーサ・マルヴァレート · フィンランド           | ニコル・フェッセル ドイツ                             | チャースティ・ノールベルク · ノルウェー         | *SP 1.0km F Final |
| 2003年 ソレフテア             | エカテリナ・ヴォロントソワ ロシア                     | マリア・リドクヴィスト · スウェーデン                 | イリーナ・アルツォモワ ロシア                   | *15km F Mst       |
| 2003年 ソレフテア             | モナ＝リーサ・マルヴァレート · フィンランド           | エカテリナ・ヴォロントソワ ロシア                     | エレナ・プロツカヤ ロシア                       | *5km C            |
| 2003年 ソレフテア             | ニコル・フェッセル ドイツ                             | ユスチナ・コヴァルチック ポーランド                   | クリスティン・マティエセン · ノルウェー         | *SP 1.0km F Final |
| 2004年 ストリュン             | イリーナ・アルツォモワ ロシア                         | アンティエ・ディートリッヒ ドイツ                     | マリオン・ルフ ドイツ                           | *15km C Mst       |
| 2004年 ストリュン             | イリーナ・アルツォモワ ロシア                         | アンナ・スレポワ ロシア                               | ヴァレンティナ・ノヴィコワ ロシア               | *5km F            |
| 2004年 ストリュン             | アストリド・エヴェステダル · ノルウェー               | イーダ・インゲマルスドーター · スウェーデン           | ヴァレンティナ・ノヴィコワ ロシア               | *SP 1.0km F Final |
| 2005年 ロヴァニエミ           | マルテ・エルデン · ノルウェー                         | オリガ・ティアガイ ロシア                             | ベティー＝アン・ニルセン · ノルウェー           | *2x5km M Pursuit  |
| 2005年 ロヴァニエミ           | カーリ＝ヴィクハーゲン・ヤイトネス · ノルウェー       | アストリド・ヤコブセン · ノルウェー                   | イーダ・インゲマルスドーター · スウェーデン     | *SP C Final       |
| 2005年 ロヴァニエミ           | ナタリア・イリアナ ロシア                             | ヨウリア・コレスニチェンコ ロシア                     | ベティー＝アン・ニルセン · ノルウェー           | *5km F            |
| 2006年 クラーニ               | アストリド・ヤコブセン · ノルウェー                   | ナタリア・マトヴェーワ ロシア                         | セリーヌ・ブルン＝リエ · ノルウェー             | *SP 1.0km F Final |
| 2006年 クラーニ               | アストリド・ヤコブセン · ノルウェー                   | エヴァ・ニヴルコワ · チェコ                           | ハロッテ・カッラ · スウェーデン                 | *5km C            |
| 2006年 クラーニ               | ハロッテ・カッラ · スウェーデン                       | ベティー＝アン・ニルセン · ノルウェー                 | エヴァ・ニヴルコワ · チェコ                     | *2x5km M Pursuit  |
| 2007年 タルヴィジオ           | アストリド・ヤコブセン · ノルウェー                   | ハロッテ・カッラ · スウェーデン                       | デニース・ヘルマン ドイツ                       | *SP 1.0km C Final |
| 2007年 タルヴィジオ           | ハロッテ・カッラ · スウェーデン                       | マルテ・クリストファーセン · ノルウェー               | アストリド・ヤコブセン · ノルウェー             | *5km F            |
| 2007年 タルヴィジオ           | ハロッテ・カッラ · スウェーデン                       | マルテ・モンラド＝ハンセン · ノルウェー               | テレーセ・ヨーハウグ · ノルウェー               | *10km M Pursuit   |
| 2008年 マッレス・ヴェノスタ   | ロール・バーテルミー フランス                         | オーリー・ダブディキ フランス                         | ルシア・アンゲル ドイツ                         | *SP 1.0km F Final |
| 2008年 マッレス・ヴェノスタ   | テレーセ・ヨーハウグ · ノルウェー                     | イングヴィルト＝フラグスタ・エストベルク · ノルウェー | ルシア・アンゲル ドイツ                         | *5km C            |
| 2008年 マッレス・ヴェノスタ   | テレーセ・ヨーハウグ · ノルウェー                     | ロール・バーテルミー フランス                         | リサ・ラーシェン · スウェーデン                 | *10km M Pursuit   |
| 2009年 プラ・ド・リス＝サモン | イングヴィルト＝フラグスタ・エストベルク · ノルウェー | ハンナ・ブローディン · スウェーデン                   | マイケン＝カスパーシェン・ファーラ · ノルウェー | *SP 1.2km C Final |
| 2009年 プラ・ド・リス＝サモン | イングヴィルト＝フラグスタ・エストベルク · ノルウェー | クリスタ・ラハティンマキ · フィンランド               | ハンナ・ブローディン · スウェーデン             | *10km M Pursuit   |
| 2009年 プラ・ド・リス＝サモン | イングヴィルト＝フラグスタ・エストベルク · ノルウェー | リサ・ラーシェン · スウェーデン                       | ヒルデ・ラウブハウク · ノルウェー               | *5km F            |
| 2010年 ヒンターツァルテン     | ハンナ・ブローディン · スウェーデン                   | イングヴィルト＝フラグスタ・エストベルク · ノルウェー | カリ＝オエイレ・スリン · ノルウェー             | *SP 1.0km F Final |
| 2010年 ヒンターツァルテン     | クリスタ・ラハティンマキ · フィンランド               | イングヴィルト＝フラグスタ・エストベルク · ノルウェー | ハンナ・ブローディン · スウェーデン             | *5km C            |
| 2010年 ヒンターツァルテン     | イングヴィルト＝フラグスタ・エストベルク · ノルウェー | ハイディ・ヴェン · ノルウェー                         | トゥヴァ・トフトダール · ノルウェー             | *10km M Pursuit   |
| 2011年 オテパー               | ランヒルト・ハガ · ノルウェー                         | カーリ＝オエイレ・スリン · ノルウェー                 | ハイディ・ヴェン · ノルウェー                   | *5km F            |
| 2011年 オテパー               | ルシア・アンゲル ドイツ                               | カリ＝オエイレ・スリン · ノルウェー                   | ランヒルト・ハガ · ノルウェー                   | *SP 1.2km C Final |
| 2011年 オテパー               | ハイディ・ヴェン · ノルウェー                         | マルティネ＝エーク・ハーゲン · ノルウェー             | ヘレネ・ヤコブ ドイツ                           | *10km M Pursuit   |
| 2012年 エルズルム             | スタイナ・ニルソン · スウェーデン                     | エヴェリナ・セットリン · スウェーデン                 | クリスタ・イェーガー スイス                     | *SP 1.3km F Final |
| 2012年 エルズルム             | ナタリア・ズコワ ロシア                               | エレナ・ソボレワ ロシア                               | エレナ・ソロコヴォストワ ロシア                 | *5km C            |
| 2012年 エルズルム             | ニカ・ラジンガー スロベニア                           | レア・アインファルト スロベニア                       | ナデツダ・シュニアエワ ロシア                   | *5km＋5km Pursuit |

## 男子団体
- Junior World Ski Championships Podiums：Cross Country Team Men

| 開催年 開催場所               | 金           | 銀           | 銅           |
| ----------------------------- | ------------ | ------------ | ------------ |
| 2003年 ソレフテア             | ロシア       | ノルウェー   | ドイツ       |
| 2004年 ストリュン             | カザフスタン | ドイツ       | ロシア       |
| 2005年 ロヴァニエミ           | ロシア       | ノルウェー   | フランス     |
| 2007年 タルヴィジオ           | スウェーデン | ロシア       | オーストリア |
| 2008年 マッレス・ヴェノスタ   | ロシア       | ドイツ       | カザフスタン |
| 2009年 プラ・ド・リス＝サモン | ロシア       | ドイツ       | ノルウェー   |
| 2010年 ヒンターツァルテン     | ノルウェー   | ロシア       | ドイツ       |
| 2011年 オテパー               | ノルウェー   | ロシア       | フィンランド |
| 2012年 エルズルム             | ロシア       | カザフスタン | ノルウェー   |

## 女子団体
- Junior World Ski Championships Podiums：Cross Country Team Ladies

| 開催年 開催場所               | 金         | 銀           | 銅           |
| ----------------------------- | ---------- | ------------ | ------------ |
| 2004年 ストリュン             | ロシア     | チェコ       | ドイツ       |
| 2005年 ロヴァニエミ           | ノルウェー | ロシア       | チェコ       |
| 2007年 タルヴィジオ           | ノルウェー | スウェーデン | フィンランド |
| 2008年 マッレス・ヴェノスタ   | ノルウェー | スウェーデン | フィンランド |
| 2009年 プラ・ド・リス＝サモン | ノルウェー | スウェーデン | ドイツ       |
| 2010年 ヒンターツァルテン     | ノルウェー | フィンランド | スウェーデン |
| 2011年 オテパー               | ノルウェー | ロシア       | ドイツ       |
| 2012年 エルズルム             | ロシア     | スウェーデン | スロベニア   |